# Selenyj Jar (Wosnessensk, Domaniwka)
Selenyj Jar (ukrainisch Зелений Яр; russisch Зелёный Яр Seljony Jar) ist ein Dorf in der ukrainischen Oblast Mykolajiw mit etwa 900 Einwohnern (2001). Bis 1950 hieß die Ortschaft Karliwka.

## Geografie
Das Dorf am Ufer der Bakschala (Бакшала), einem 48 km langen Nebenfluss des Südlichen Bugs liegt an der Regionalstraße P–75 10 km nördlich vom ehemaligen Rajonzentrum Domaniwka und etwa 130 km nordwestlich vom Oblastzentrum Mykolajiw.
Am 12. Juni 2020 wurde das Dorf ein Teil der Siedlungsgemeinde Domaniwka, bis dahin bildete es zusammen mit den Dörfern Bohdaniwske (Богданівське), Koschtowe (Коштове), Nowolikarske (Новолікарське), Selenyj Hai (Зелений Гай) und Wiktoriwka (Вікторівка) die gleichnamige Landratsgemeinde Selenyj Jar (Зеленоярська сільська рада/Selenojarska silska rada) im nördlichen Zentrum des Rajons Domaniwka.
Am 17. Juli 2020 kam es im Zuge einer großen Rajonsreform zum Anschluss des Rajonsgebietes an den Rajon Wosnessensk.

## Persönlichkeiten
- Dniprowa Tschajka (1861–1927), ukrainische Schriftstellerin und Dichterin kam im Dorf zur Welt